# Адангме
Адангме (альтернативные названия: адангбе, дангмели (самоназвание)) — народ в Гане и Того на побережье Гвинейского залива к югу от Аквапимских холмов и вдоль гана-тогоанской границы. В Гане адангме проживают к востоку от Аккры и в области Вольта. Численность адангме составляет примерно 800 000 человек. Народ адангме родственен народу га. Язык адангме — язык группы ква, принадлежащей нигеро-кордофанской семье. Письменность осуществляется на основе латиницы.
Представителей народа адангме подразделяют на 7 групп, каждая из которых говорит на своем диалекте: шай, осудуку, нинго, кпоне, ада (адда), кробо (самоназвание — клоли) и прампрам. Язык адангме также является одним из официальных языков Ганы.

## Традиционные занятия
Основные занятия представителей народа адангме — рыболовство, ремёсла (гончарство, изготовление лодок и рыболовных снастей) и ручное земледелие.

## Жилища
Традиционное жилище представляет собой прямоугольный дом из глины или дерева с крышей из пальмовых листьев и земляным полом.

## Одежда
Традиционную одежду народа адангме вытеснили европейский костюм и аканский кенте.

## Пища
В основном представители народа адангме питаются растительной пищей, кашами, похлёбками, иногда употребляют в пищу рыбу.

## Вероисповедание
Традиционные верования адангме — это культ предков и «Великой матери Акровери». Распространенной является вера в магию и колдовство. Жреческие функции выполняет вождь (конор).

## Социальная организация
Традиционные социальные институты адангме — патрилинейная родовая организация, в которой 6 главных родов, и особая форма общины — хуза, объединяющая группу людей, которые не всегда являются родственниками, совместно владеющих одним участком земли и совместно его обрабатывающих. Брак вирилокальный.